# دوات حتحور حنوت تاوي
دوات حتحور حنوت تاوي، هي ملكة مصرية قديمة غير حاكمة أو زوجة ملك عاشت في عهد الأسرة الحادية والعشرين، وهي زوجة الملك باينجم الأول (بينوزم الأول).

## عائلتها
من المرجح أن تكون الملكة دوات حتحور حنوت تاوي ابنة الملك رعمسيس الحادي عشر، الملك الأخير في الأسرة العشرين من الملكة تنت آمون.
وضع دوات حتحور حنوت تاوي في الأسرة المالكة العشرين ووقت مبكر من الحادية والعشرين ليس واضحاً تماما ومفتوح للتفسيرات.
وكان عالم المصريات الأمريكي إدوارد وينت قد تكهّن بأن الملكة دوات حتحور حنوت تاوي كانت ابنة الملك سمندس والملكة تنت آمون، وزوجة باينجم الأول وأم الملك باسب خعنوت (بسوسنس) وزوجته موت نجمت، وأم كاهن آمون من خبر رع، وجنرال الجنوب والشمال من خبر رع، وزوجة الإله آمون ماعت كا رع. وقد تكهن عالم الآثار كيتشن بأنه هناك امرأتان تسميان حنوت تاوي خلال تلك الفترة لتفسير بعض الألقاب المرتبطة باسم حنوت تاوي.
وقد أظهر وينت أن الملكة دوات حتحور حنوت تاوي كانت زوجة باينجم الأول، الكاهن الطيبي الأعلى للإله آمون الذي كان بحكم الأمر الواقع حاكماً لمصر، وتقلد الألقاب الملكية فيما بعد.
وتساعدنا الألقاب التي تثبت لحنوت تاوي على تحديد أي من أبناء باينجم كان من إنجابها: بسوسنيس الأول، الذي أصبح الملك في تانيس؛ وزوجته موت نجمت؛ و ماعت كا رع، التي أصبحت زوجة الإله آمون. ومن المرجح أنها كانت أيضا أم حنوت تاوي التي تصور جنبا إلى جنب مع ماعت كا رع و موت نجمت في الكرنك.
ومن الصعب تحديد الكاهن الأعلى المشار إليه في ألقابها: فثلاثة من أبناء باينجم وهم ماساهارتا وجدخنسوفعنخ ومن خبر رع أصبحوا كهنة عظاماً لآمون، وكان واحد أو اثنان منهم أو ربما الثلاثة أبناء الملكة دوات حتحور حنوت تاوي.
وتوقع عالم المصريات نيوينسكي أن الملكة دوات حتحور حنوت تاوي كانت ابنة الملك رعمسيس الحادي عشر والملكة تنت آمون. دودسون يميّز اثنتين من الملكات تحملان اسم تنت آمون. واحدة هي زوجة رعمسيس الحادي عشر وأم الملكة دوات حتحور حنوت تاوي. وذكرت هذه الملكة في البردية الجنائزية الخاصة بالملكة حنوت تاوي. ملكة أخرى اسمها تنت آمون كانت من المفترض ابنة رمسيس الحادي عشر وربما شقيقة الملكة دوات حتحور حنوت تاوي، وكانت متزوجة من الملك سمندس. وقد ذكرت تنت آمون الأخيرة في قصة سياحة ونآمون.

## ذكرها على الآثار
وقد ذكرت قبل صعود زوجها إلى العرش على كأس عثر عليه في تانيس وعلى عتبة باب وفي نقش في معبد خونسو في مجمع معابد الكرنك. وهنا أيضاً ذكر أنها ملكة، مع اسمها مكتوب في خرطوش. في وقت لاحق ذكرت أيضاً على لوحة من قفط، وفي معبد موت في الكرنك وعلى عدة أشياء وجدت في قبر ابنها في تانيس. وهي مصورة على واجهة معبد خونسو في الكرنك.

## ألقابها
- ابنة الملك.
- زوجة الملك العظمى.
- أم الملك.
- ربة الأرضين.
- سيدة الأرضين.
- ابنة الزوجة الملكية العظمى.
- رئيسة مغنيات الإله آمون.
- أم الزوجة الملكية العظيمة.
- أم الكاهن الأول للإله آمون.
- أم قائد الجيش.[1]

## موتها ومدفنها

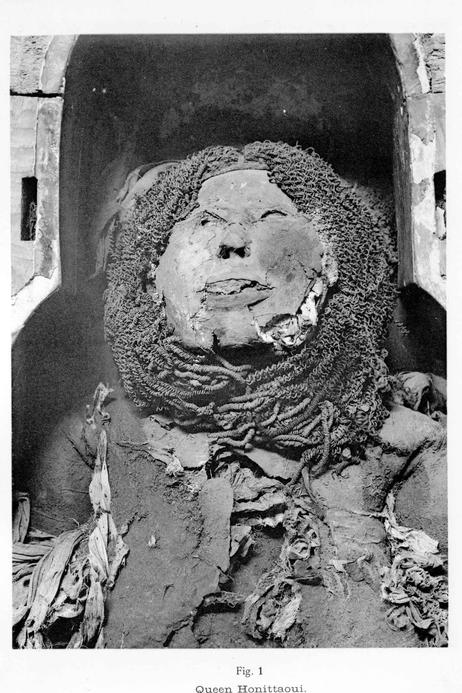
مومياء الملكة دوات حتحور حنوت تاوي

تم العثور على مومياء وتوابيت الملكة دوات حتحور حنوت تاوي في خبيئة الدير البحري في مقبرة طيبة رقم DB320 مع العديد من أفراد أسرتها المباشرين. وقد دفنت في مكان آخر قبل أن يتم نقلها إلى هذه الخبيئة المؤقتة، ولكن المكان الأصلي لدفنها غير معروف حتى الآن.
تم العثور على المومياء داخل اثنين من التوابيت الخشبية. ويجب أن تكون التوابيت مغطاة بالذهب، ولكن كل الذهب قد تمت إزالته. وهما الآن في المتحف المصري بالقاهرة. وقد تضررت المومياء على يد لصوص القبر. ففي طريق البحث عن جعران القلب تم اختراق الجزء الرئيسي من جدار منطقة الصدر. وحشو الكتان تحت الجلد أثناء التحنيط قد أصبحت ممارسة شائعة في الأسرة العشرين، ولكن تسبب ذلك في انفجار وجه السيدة حنوت تاوي، وقد تم ترميم الوجه بعد ذلك.
واشترى عالم المصريات أوغست مارييت اثنتين من لفات البردي الجنائزية الكبيرة التي يعتقد أنها تنتمي إلى الملكة دوات حتحور حنوت تاوي.